# Łyska wielka
Łyska wielka (Fulica gigantea) – gatunek dużego ptaka z rodziny chruścieli (Rallidae). Występuje wysoko w Andach na obszarze styku kilku państw: Peru, Chile, Boliwii i Argentyny. Nie jest zagrożony wyginięciem.

## Taksonomia
Po raz pierwszy gatunek opisali Joseph Fortuné Théodore Eydoux i Louis François Auguste Souleyet w 1841. Holotyp pochodził z Peru. Autorzy nadali nowemu gatunkowi nazwę Fulcia gigantea (z literówką w nazwie rodzajowej). Obecnie (2021) Międzynarodowy Komitet Ornitologiczny umieszcza łyskę wielką w rodzaju Fulica. Uznaje ją za gatunek monotypowy, podobnie jak kilka innych autorytetów.

### Filogeneza
Według wyników badań zarówno Jetz et al. (2012), jak i Garcia-R et al. (2014, 2018) łyska wielka stanowi gatunek siostrzany wobec łyski żółtodziobej (F. armillata). Ich pozycja w obrębie rodzaju jest przedstawiona podobnie. Późniejsze badania uwzględniały dwa wcześniej pominięte gatunki, stąd kladogram w oparciu o ich rezultaty przedstawiono poniżej:
|  | F. alai      |
|  |              |
|  | F. americana |
|  |              |

|  | F. leucoptera |
|  |               |
|  | F. ardesiaca  |
|  |               |

|  | F. alai      |
|  |              |
|  | F. americana |
|  |              |

|  | F. leucoptera |
|  |               |
|  | F. ardesiaca  |
|  |               |

|  | F. alai      |
|  |              |
|  | F. americana |
|  |              |

|  | F. leucoptera |
|  |               |
|  | F. ardesiaca  |
|  |               |

|  | F. alai      |
|  |              |
|  | F. americana |
|  |              |

|  | F. leucoptera |
|  |               |
|  | F. ardesiaca  |
|  |               |

|  | F. alai      |
|  |              |
|  | F. americana |
|  |              |

|  | F. leucoptera |
|  |               |
|  | F. ardesiaca  |
|  |               |

|  | F. alai      |
|  |              |
|  | F. americana |
|  |              |

|  | F. leucoptera |
|  |               |
|  | F. ardesiaca  |
|  |               |

|  | F. alai      |
|  |              |
|  | F. americana |
|  |              |

|  | F. leucoptera |
|  |               |
|  | F. ardesiaca  |
|  |               |

|  | F. alai      |
|  |              |
|  | F. americana |
|  |              |

|  | F. leucoptera |
|  |               |
|  | F. ardesiaca  |
|  |               |

|  | F. armillata |
|  |              |
|  | F. gigantea  |
|  |              |

|  | F. alai      |
|  |              |
|  | F. americana |
|  |              |

|  | F. leucoptera |
|  |               |
|  | F. ardesiaca  |
|  |               |

|  | F. alai      |
|  |              |
|  | F. americana |
|  |              |

|  | F. leucoptera |
|  |               |
|  | F. ardesiaca  |
|  |               |

|  | F. alai      |
|  |              |
|  | F. americana |
|  |              |

|  | F. leucoptera |
|  |               |
|  | F. ardesiaca  |
|  |               |

|  | F. alai      |
|  |              |
|  | F. americana |
|  |              |

|  | F. leucoptera |
|  |               |
|  | F. ardesiaca  |
|  |               |

|  | F. alai      |
|  |              |
|  | F. americana |
|  |              |

|  | F. leucoptera |
|  |               |
|  | F. ardesiaca  |
|  |               |

|  | F. alai      |
|  |              |
|  | F. americana |
|  |              |

|  | F. leucoptera |
|  |               |
|  | F. ardesiaca  |
|  |               |

|  | F. alai      |
|  |              |
|  | F. americana |
|  |              |

|  | F. leucoptera |
|  |               |
|  | F. ardesiaca  |
|  |               |

|  | F. alai      |
|  |              |
|  | F. americana |
|  |              |

|  | F. leucoptera |
|  |               |
|  | F. ardesiaca  |
|  |               |

|  | F. armillata |
|  |              |
|  | F. gigantea  |
|  |              |

|  | F. alai      |
|  |              |
|  | F. americana |
|  |              |

|  | F. leucoptera |
|  |               |
|  | F. ardesiaca  |
|  |               |

|  | F. alai      |
|  |              |
|  | F. americana |
|  |              |

|  | F. leucoptera |
|  |               |
|  | F. ardesiaca  |
|  |               |

|  | F. alai      |
|  |              |
|  | F. americana |
|  |              |

|  | F. leucoptera |
|  |               |
|  | F. ardesiaca  |
|  |               |

|  | F. alai      |
|  |              |
|  | F. americana |
|  |              |

|  | F. leucoptera |
|  |               |
|  | F. ardesiaca  |
|  |               |

|  | F. alai      |
|  |              |
|  | F. americana |
|  |              |

|  | F. leucoptera |
|  |               |
|  | F. ardesiaca  |
|  |               |

|  | F. alai      |
|  |              |
|  | F. americana |
|  |              |

|  | F. leucoptera |
|  |               |
|  | F. ardesiaca  |
|  |               |

|  | F. alai      |
|  |              |
|  | F. americana |
|  |              |

|  | F. leucoptera |
|  |               |
|  | F. ardesiaca  |
|  |               |

|  | F. alai      |
|  |              |
|  | F. americana |
|  |              |

|  | F. leucoptera |
|  |               |
|  | F. ardesiaca  |
|  |               |

|  | F. armillata |
|  |              |
|  | F. gigantea  |
|  |              |

|  | F. alai      |
|  |              |
|  | F. americana |
|  |              |

|  | F. leucoptera |
|  |               |
|  | F. ardesiaca  |
|  |               |

|  | F. alai      |
|  |              |
|  | F. americana |
|  |              |

|  | F. leucoptera |
|  |               |
|  | F. ardesiaca  |
|  |               |

|  | F. alai      |
|  |              |
|  | F. americana |
|  |              |

|  | F. leucoptera |
|  |               |
|  | F. ardesiaca  |
|  |               |

|  | F. alai      |
|  |              |
|  | F. americana |
|  |              |

|  | F. leucoptera |
|  |               |
|  | F. ardesiaca  |
|  |               |

|  | F. alai      |
|  |              |
|  | F. americana |
|  |              |

|  | F. leucoptera |
|  |               |
|  | F. ardesiaca  |
|  |               |

|  | F. alai      |
|  |              |
|  | F. americana |
|  |              |

|  | F. leucoptera |
|  |               |
|  | F. ardesiaca  |
|  |               |

|  | F. alai      |
|  |              |
|  | F. americana |
|  |              |

|  | F. leucoptera |
|  |               |
|  | F. ardesiaca  |
|  |               |

|  | F. alai      |
|  |              |
|  | F. americana |
|  |              |

|  | F. leucoptera |
|  |               |
|  | F. ardesiaca  |
|  |               |

|  | F. armillata |
|  |              |
|  | F. gigantea  |
|  |              |

|  | F. alai      |
|  |              |
|  | F. americana |
|  |              |

|  | F. leucoptera |
|  |               |
|  | F. ardesiaca  |
|  |               |

|  | F. alai      |
|  |              |
|  | F. americana |
|  |              |

|  | F. leucoptera |
|  |               |
|  | F. ardesiaca  |
|  |               |

|  | F. alai      |
|  |              |
|  | F. americana |
|  |              |

|  | F. leucoptera |
|  |               |
|  | F. ardesiaca  |
|  |               |

|  | F. alai      |
|  |              |
|  | F. americana |
|  |              |

|  | F. leucoptera |
|  |               |
|  | F. ardesiaca  |
|  |               |

|  | F. alai      |
|  |              |
|  | F. americana |
|  |              |

|  | F. leucoptera |
|  |               |
|  | F. ardesiaca  |
|  |               |

|  | F. alai      |
|  |              |
|  | F. americana |
|  |              |

|  | F. leucoptera |
|  |               |
|  | F. ardesiaca  |
|  |               |

|  | F. alai      |
|  |              |
|  | F. americana |
|  |              |

|  | F. leucoptera |
|  |               |
|  | F. ardesiaca  |
|  |               |

|  | F. alai      |
|  |              |
|  | F. americana |
|  |              |

|  | F. leucoptera |
|  |               |
|  | F. ardesiaca  |
|  |               |

|  | F. armillata |
|  |              |
|  | F. gigantea  |
|  |              |

|  | F. alai      |
|  |              |
|  | F. americana |
|  |              |

|  | F. leucoptera |
|  |               |
|  | F. ardesiaca  |
|  |               |

|  | F. alai      |
|  |              |
|  | F. americana |
|  |              |

|  | F. leucoptera |
|  |               |
|  | F. ardesiaca  |
|  |               |

|  | F. alai      |
|  |              |
|  | F. americana |
|  |              |

|  | F. leucoptera |
|  |               |
|  | F. ardesiaca  |
|  |               |

|  | F. alai      |
|  |              |
|  | F. americana |
|  |              |

|  | F. leucoptera |
|  |               |
|  | F. ardesiaca  |
|  |               |

|  | F. alai      |
|  |              |
|  | F. americana |
|  |              |

|  | F. leucoptera |
|  |               |
|  | F. ardesiaca  |
|  |               |

|  | F. alai      |
|  |              |
|  | F. americana |
|  |              |

|  | F. leucoptera |
|  |               |
|  | F. ardesiaca  |
|  |               |

|  | F. alai      |
|  |              |
|  | F. americana |
|  |              |

|  | F. leucoptera |
|  |               |
|  | F. ardesiaca  |
|  |               |

|  | F. alai      |
|  |              |
|  | F. americana |
|  |              |

|  | F. leucoptera |
|  |               |
|  | F. ardesiaca  |
|  |               |

|  | F. armillata |
|  |              |
|  | F. gigantea  |
|  |              |

|  | F. alai      |
|  |              |
|  | F. americana |
|  |              |

|  | F. leucoptera |
|  |               |
|  | F. ardesiaca  |
|  |               |

|  | F. alai      |
|  |              |
|  | F. americana |
|  |              |

|  | F. leucoptera |
|  |               |
|  | F. ardesiaca  |
|  |               |

|  | F. alai      |
|  |              |
|  | F. americana |
|  |              |

|  | F. leucoptera |
|  |               |
|  | F. ardesiaca  |
|  |               |

|  | F. alai      |
|  |              |
|  | F. americana |
|  |              |

|  | F. leucoptera |
|  |               |
|  | F. ardesiaca  |
|  |               |

|  | F. alai      |
|  |              |
|  | F. americana |
|  |              |

|  | F. leucoptera |
|  |               |
|  | F. ardesiaca  |
|  |               |

|  | F. alai      |
|  |              |
|  | F. americana |
|  |              |

|  | F. leucoptera |
|  |               |
|  | F. ardesiaca  |
|  |               |

|  | F. alai      |
|  |              |
|  | F. americana |
|  |              |

|  | F. leucoptera |
|  |               |
|  | F. ardesiaca  |
|  |               |

|  | F. alai      |
|  |              |
|  | F. americana |
|  |              |

|  | F. leucoptera |
|  |               |
|  | F. ardesiaca  |
|  |               |

|  | F. armillata |
|  |              |
|  | F. gigantea  |
|  |              |

|  | F. alai      |
|  |              |
|  | F. americana |
|  |              |

|  | F. leucoptera |
|  |               |
|  | F. ardesiaca  |
|  |               |

|  | F. alai      |
|  |              |
|  | F. americana |
|  |              |

|  | F. leucoptera |
|  |               |
|  | F. ardesiaca  |
|  |               |

|  | F. alai      |
|  |              |
|  | F. americana |
|  |              |

|  | F. leucoptera |
|  |               |
|  | F. ardesiaca  |
|  |               |

|  | F. alai      |
|  |              |
|  | F. americana |
|  |              |

|  | F. leucoptera |
|  |               |
|  | F. ardesiaca  |
|  |               |

|  | F. alai      |
|  |              |
|  | F. americana |
|  |              |

|  | F. leucoptera |
|  |               |
|  | F. ardesiaca  |
|  |               |

|  | F. alai      |
|  |              |
|  | F. americana |
|  |              |

|  | F. leucoptera |
|  |               |
|  | F. ardesiaca  |
|  |               |

|  | F. alai      |
|  |              |
|  | F. americana |
|  |              |

|  | F. leucoptera |
|  |               |
|  | F. ardesiaca  |
|  |               |

|  | F. alai      |
|  |              |
|  | F. americana |
|  |              |

|  | F. leucoptera |
|  |               |
|  | F. ardesiaca  |
|  |               |

|  | F. armillata |
|  |              |
|  | F. gigantea  |
|  |              |

Pierwszy z wymienionych zespołów nie uwzględnił łyski hawajskiej (F. alai) i łyski złotoczelnej (F. leucoptera). Materiał genetyczny wszystkich gatunków łysek, z wyjątkiem wymarłej łyski maskareńskiej (F. newtonii), został wykorzystany przez Garcia-R et al. (2014). Analizie poddano między innymi niepełne sekwencje trzech genów mitochondrialnych (cytochromu b, 16S rRNA, COI) oraz dwóch z DNA jądrowego (RAG1 i FGB7) o łącznej długości około 2900 par zasad. Linia rozwojowa kladu F. armillata+F. gigantea według szacunków wyodrębniła się 4,54 mln lat temu, a następnie 2,87 mln lat temu te dwa gatunku oddzieliły się. Wyniki wcześniejszych badań wskazywały na wartości bliskie 5,3 mln lat temu i 3,38 mln lat temu.

## Morfologia
Długość ciała wynosi około 48–59 cm; masa ciała – 2000–2500 g. Nie występuje wyraźny dymorfizm płciowy. Łyski wielkie cechuje bardzo masywna budowa ciała ze stosunkowo małą głową, wklęsłym czołem i zwracającymi uwagę wypustkami powstałymi dzięki pogrubionym krawędziom oczodołów. Wymiary szczegółowe przedstawiono w poniższej tabeli.
|        | n  | Długość skrzydła | n | Dł. ogona | n | Dł. górnej krawędzi dzioba (w tym płytki czołowej) | n  | Dł. skoku     |
| ------ | -- | ---------------- | - | --------- | - | -------------------------------------------------- | -- | ------------- |
| samce  | 10 | 241–287 (271,6)  | 4 | 60–71     | 4 | 62–70 (65,8; SD: 3,9)                              | 10 | 82–103 (93,6) |
| samice | 11 | 252–300 (274,6)  | 6 | 61–66     | 6 | 60–69 (64,7; SD: 3,4)                              | 11 | 82–103 (92,5) |

Upierzenie dorosłych osobników ma głęboki łupkowy kolor, na głowie i szyi przechodzący w czerń. Na bocznych pokrywach podogonowych obecne są białe paski. Nogi i stopy są intensywnie czerwone, co pod względem kolorystyki wyróżnia łyskę wielką na tle rodzaju. Dziób również ma czerwony kolor, ale z białą krawędzią tnącą, a do tego żółtymi bokami i płytką czołową.
U osobników młodocianych bliskich uzyskania szaty ostatecznej wyróżnia się ciemnoszara pierś i brzuch, bardziej matowy dziób oraz jasnoszare nogi i stopy. U tych w swojej pierwszej szacie upierzenie jest matowe i ciemnoszare z białym przodem szyi i bokami głowy poniżej oka; części nieopierzone są natomiast popielate.

## Zasięg występowania
Łyski wielkie występują na obszarze od południowego Peru przez zachodnią Boliwię po północne Chile i północno-zachodnią Argentynę. Według szacunków BirdLife International zajmuje on powierzchnię blisko 873 tysiące km². W latach 60. XX wieku znane granice obszaru występowania na północy sięgały peruwiańskiego regionu Junín, a na południu – okolic równoleżnika 18°S w ówczesnym chilijskim regionie Tarapacá (w 2007 północny kraniec Chile znalazł się w nowo wydzielonym regionie Arica y Parinacota). 
Obejmuje też część boliwijskich departamentów Cochabamba, Potosí i Oruro. Na początku lat 80. XX wieku regularnie donoszono o obserwacjach w okolicy jeziora Titicaca, ale nie stwierdzono lęgów nad samym jeziorem lub w jego okolicy. W 2015 opublikowano wyniki badań nad wydobytymi w 1992 i 1996 przy Titicaca kośćmi ptaków. Zidentyfikowano też szczątki łysek wielkich. Materiał z tego stanowiska pochodzi sprzed 3500 do 900 lat. W Argentynie obszar występowania F. gigantea obejmuje część prowincji Jujuy i Catamarca. Jest to między innymi Laguna de los Pozuelos, objęta konwencją ramsarską i stanowiąca część rezerwatu biosfery.

## Ekologia i zachowanie
Środowiskiem życia łysek wielkich są różnych rozmiarów zbiorniki umiejscowione w środku jałowych, wyżynnych obszarów w andyjskiej strefie puny. Najliczniej zamieszkują te z zajętymi przez szczególnie gęstą roślinność płyciznami. Pojawiają się również w miejscach z wyższą roślinnością, jednak zawsze trzymają się odkrytych terenów. Być może obecność rozległych płycizn z odpowiednio gęstą pokrywą rośliną jest wymagana do podejmowania prób rozrodu, co ograniczałoby dostępność dogodnych miejsc gniazdowania. Łyski wielkie zazwyczaj odnotowywane są między 3600 a 5000 m n.p.m., lecz odnotowywane były do 6450 m n.p.m.
Łyski wielkie są roślinożerne. Zjadają wiele roślin wodnych, szczególnie lubią wywłóczniki (Myriophyllum), rdestnicę (Potamogeton), zamętnice (Zanichellia) i rupie (Ruppia). Prócz tego w skład ich diety wchodzi nieco glonów oraz trawa, którą skubią na wybrzeżu. W przeciwieństwie do współwystępujących łysek andyjskich (F. ardesiaca) nie zjadają ramienic (Chara). Łyski wielkie pokarm zbierają z powierzchni wody, czasem zanurzają się przodem ciała jak kaczki lub nurkują. Dorosłe osobniki są praktycznie nielotne, zdolność lotu mają tylko młodociane.
Dalej zachowany jest zapis ze źródła, stąd też podany został w transkrypcji anglojęzycznej. Samce odzywają się na zmianę gulgoczącym lub podobnym do śmiechu houehouhouhouhoou oraz niskim warkliwym hrr albo horr. Czasem wydają z siebie tylko warczące odgłosy. Samice odzywają się niskim terkoczącym che-jrrh, niskimi dźwiękami przypominającymi kwakanie oraz brzmiącymi jak trzaski odgłosami, które czasem przechodzą w miękki szczebiot albo – w obecności samca – miękkie hi-hirr hirrr hirrr.... W sekcji Linki zewnętrzne znajdują się odnośniki do zbiorów nagrań głosów łysek wielkich.

### Lęgi

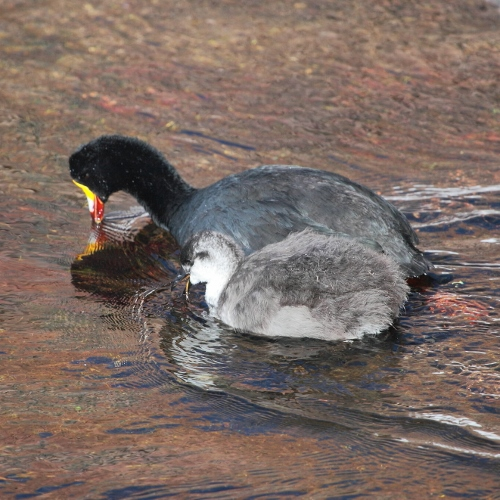
Łyska wielka i jej młode

Lęgi stwierdzano o różnych porach roku. Najwięcej zniesień przypada jednak na okres lokalnej zimy, od czerwca do lipca. Często następuje po nich drugie zniesienie w okresie od listopada do lutego. Łyski wielkie są monogamiczne, wykazują całoroczny terytorializm. Gniazdo jest wyjątkowo dużych rozmiarów. Ma formę platformy z roślinności wodnej o długości do 3 m i wysokości 0,5 m. Krawędź znajduje się wysoko, okalając zagłębienie pośrodku. Para rozbudowuje swoje gniazdo w kolejnych latach, prawdopodobnie niektóre z nich służą łyskom przez całe życie. Z czasem z pozostałości z ubiegłych lat powstaje na środku warstw torfu. Nowsze konstrukcje mogą się unosić. Starsze osiadają na dnie na głębokość do 1 m, niekiedy na błotnisto-gliniastym podłożu. Zarówno samiec, jak i samica uczestniczą w budowie gniazda. Po wykluciu się piskląt regularnie na jego krawędź dodawana jest świeża roślinność.
W zniesieniu 3–7 jaj (średnia dla nieznanej liczby jaj: 4,4). W wysiadywaniu biorą udział obydwa ptaki z pary. Masa ciała młodych świeżo po wykluciu wynosi około 40 g. Pisklęta klują się już pokryte puchem; ogółem są smoliście czarne z brązowawym spodem ciała. Na gardle mają kilka pomarańczowych piór szczeciniastych. Różowa skóra na ciemieniu ledwie widoczna. Dziób piskląt jest głównie różowy z żółtą końcówką i nasadą w kolorze magenta, którą oddzielają czarne paski. Łyski wielkie karmią młode przez pierwsze 2 miesiące życia. Jedno wychowywane w niewoli w pełni pokryło się piórami po 67 dniach, w wieku 4 miesięcy były one już w pełni rozwinięte, a niedługo potem przeszło pierwsze pierzenie. Młode dużo czasu spędzają w gnieździe ze względu na częste występowanie silnych zimnych wiatrów. Zjadają wówczas z krawędzi świeżo dołożoną do gniazda roślinność. Do samego gniazda rodzice przynoszą im fragmenty roślin i bezkręgowce, na przykład obunogi. Jedno odchowane w niewoli żywiło się roślinami – moczarkami (Elodea) i szczawikiem (Oxalis) – niewielkimi rybami, kijankami i płazami bezogonowymi. Osobniki młodociane z poprzednich lęgów często pomagają w karmieniu. W niektórych siedliskach ludzie zabierają wiele jaj. Przeżywalność młodych jest jednak wysoka; dla piskląt wynosi szacunkowo 36%.

## Status i zagrożenia
IUCN uznaje łyskę wielką za gatunek najmniejszej troski (LC, Least Concern) nieprzerwanie od 1988 (stan w 2021). BirdLife International uznaje trend liczebności populacji za prawdopodobnie stabilny ze względu na brak widocznych zagrożeń. Ogółem jest to gatunek rzadki. W połowie lat 90. XX wieku największa populacja występowała w Parku Narodowym Lauca w północnym Chile (przy granicy z Boliwią). Wówczas zaobserwowano już wzrost liczebności w Chile i Peru, który prawdopodobnie wynikał ze zmiany przepisów ograniczającej dostęp do broni palnej.